# الحتوقاي

نهر لابا في حوض القوبان

الحتوقاي قوم من الأديغة الغربيين موطنهم على ضفاف نهر القوبان. احتل موطنهم بعد احتلال الإمبراطورية الروسية للقوقاز في الستينيات من القرن التاسع عشر.